# Булычёв, Николай Спиридонович
Никола́й Спиридо́нович Булычёв (17 февраля 1932, Яранск, Нижегородский край — 28 ноября 2016, Тула) — советский и российский учёный-геомеханик, доктор технических наук, профессор, член Международного общества механики горных пород (ISRM) (1999), лауреат Премии Совета Министров СССР (1984) и Премии Правительства Российской Федерации (1994), основоположник механики подземных сооружений. Заслуженный деятель науки и техники РФ, член Европейского технического комитета ERTC-9 по тоннелестроению в горных условиях, Международного общества по механике грунтов и фундаментостроению, Ассоциации геомехаников России, Международного общества горных профессоров, Тоннельной ассоциации России, Международной тоннельной ассоциации.

## Биография
Родился в семье, имевшей глубокие крестьянские корни. В 1954 году окончил с отличием шахтостроительный факультет Ленинградского горного института им. Г. В. Плеханова, получив специальность горного инженера-строителя.
С 1954 по 1972 год работал во ВНИМИ младшим научным сотрудником, а затем заведующим лабораторией.
В 1962 году защитил кандидатскую диссертацию на тему «Исследование некоторых вопросов взаимодействия горного массива с крепью вертикальных стволов», а в 1971 году — докторскую диссертацию на тему «Основные вопросы строительной механики вертикальных шахтных стволов, сооружаемых бурением и обычными способами». Научный руководитель и консультант — Борис Вячеславович Бокий.
В 1972 году утвержден профессором кафедры сопротивления материалов Ленинградского горного института (ЛГИ), в 1973 году — заведующим кафедрой строительства горных предприятий ЛГИ. В 1974 году присвоено ученое звание профессора.
В 1980 году избран заведующим кафедрой «Строительство подземных сооружений и шахт» Тульского политехнического института, на этой должности работал до реорганизации горного факультета ТулГУ в 2006 году. В 2007—2013 годах — профессор кафедры геотехнологии и строительства подземных сооружений ТулГУ.
В 1982 году издал исторически первую книгу «Механика подземных сооружений», положившую начало новому научному направлению в геомеханике.
В 1980—2008 годах работал в экспертном совете ВАК по проблемам разработки месторождений полезных ископаемых, в том числе — в должности председателя.
С 2008 года — почётный доктор ТулГУ.

## Научная деятельность и труды
В начале 1980-х годов возглавил новое научное направление, которое рассматривало проблемы теории и новых аналитических методов расчета конструкций подземных сооружений. Сформулировал концептуальные основы расчета крепи горных выработок и обделок подземных сооружений, определил принципы и методы этих расчетов, что нашло завершение в создании новой научной дисциплины «Механики подземных сооружений». Основным принципом этой механики определил принцип взаимодействия крепи с массивом горных пород. Выделил базовые модели взаимодействия крепи с массивом и произвел их классификацию, завершившую переход от полуэмпирического подхода в рассмотрении вопросов горного давления к последовательному применению методов механики сплошной среды для моделирования массива горных пород.
В 1981 году избран членом Международного бюро по механике горных пород Всемирного горного конгресса. В 1984 году за работы в области проектирования и скоростного строительства шахтных стволов удостоен Премии Совета Министров СССР. В 1980-90-годах
Создал комплекс расчетных методов в области строительства подземных сооружений. Эти исследования были использованы при проектировании и сооружении БАМа, Рогунской, Ирганайской, Темирской, Байпазинской, Ташкумырской и других ГЭС, железнодорожного тоннеля на магистрали Ялта-Симферополь, рудников и шахт Донецкого угольного и Криворожского рудного бассейна, а также тоннелей и водохранилищ в Чехии, Сирии, Алжире, комплекса подземных сооружений для электростанций в Индонезии.
Результаты исследований легли в основу 4-х монографий, вышедших в России и Китае, и представлены также в более чем 200 научных статьях и работах. Значительная их часть была опубликована в трудах международных конгрессов, конференций и симпозиумов, проходивших в Австрии, Австралии, Болгарии, Венгрии, Германии, Греции, Индии, Испании, Италии, Канаде, Китае, Корее, Мексике, Норвегии, Польше, Португалии, Словении, США, Таиланде, Финляндии, Франции, Чехии, Швейцарии, Швеции, Японии.
Автор 25 изобретений и патентов.

## Педагогическая деятельность и труды
Автор первых учебников по «Механике подземных сооружений» (1982) и первых учебных программ (1975) по этому направлению.
Автор программ, инструкций и методических указаний по применению методов механики подземных сооружений для расчета подземных конструкций в случае действия основных видов нагрузок.
Создал совместно с профессором Н. Н. Фотиевой научную школу механики подземных сооружений. Среди его учеников такие известные в России и за рубежом ученые, как В. Е. Боликов, С. В. Сергеев, В. В. Макаров и другие.
Руководитель 45 кандидатских и 9 докторских диссертаций.

## Награды, признание
- Премия Совета Министров СССР (1984) за работы в области проектирования и скоростного строительства шахтных стволов
- Премия Государственного комитета СССР по народному образованию (1990)
- Заслуженный деятель науки и техники РФ (1993)
- Премия Правительства Российской Федерации (1995) за учебник «Механика подземных сооружений»
- Действительный член Академии горных наук (АГН) (1995)
- Член исполкома Международной тоннельной ассоциации (1999—2002)
- Член Международного бюро по механике горных пород Всемирного горного конгресса, Европейского технического комитета ERTC-9 по тоннелестроению в горных условиях, Международного общества по механике грунтов и фундаментостроению, Ассоциации геомехаников России, Международного общества по механике скальных пород, Международного общества горных профессоров, Тоннельной ассоциации России
- Кавалер знака «Шахтерская слава» трех степеней
- Иностранный член Академии строительства Украины по отделению «Строительство шахт, рудников и подземных сооружений» (2001)
- Действительный член РАЕН (2005).

## Семья
Мать — учительница Гликерия Артемьевна, отец — плотник Спиридон Александрович Булычев.
Жена — Булычева (Шульман) Елена Исааковна (1932—2015).
- сын — Игорь Николаевич Булычев, кандидат техн. наук; дочери — Ольга Николаевна и Галина Николаевна Булычевы.
  - внучки — Мария, Мария, Надежда, внуки — Владислав, Станислав,
    - правнуки — Александр, Александра, Николай, Арсений, Ангелина, Иванна.